# Pico de Matterhorn (California)
El pico de Matterhorn tiene 3745 m de altura. Es una montaña alta en Sierra Nevada en el estado de California, Estados Unidos. Está en la frontera entre el condado de Tuolumne y el condado de Mono. Fue nombrado así el 1 de enero de 1932.
Hacia el sur y hacia el oeste está el Parque Nacional de Yosemite. En el noreste está la Selva Hoover. A unos 1,1 km al suroeste se encuentra el Paso Burro . La montaña es parte de la cresta Sawtooth, una serie de afloramientos de granito puntiagudos. Los picos puntiagudos están en contraste con los picos más redondeados que hay en las montañas del norte de Sierra Nevada, por lo que esta cadena montañosa se considera el comienzo de la Sierra Alta. Los picos en el área incluyen el Dragtooth al noroeste, un pico subsidiario en la cresta de Sawtooth, el Twin Peaks al sureste, el monte Whorl en el sur y el Finger Peaks al oeste. La dominancia es de 2,25 km., por lo que la montaña es el pico más alto dentro de un radio de 2,25 kilómetros. La montaña es superada por los Twin Peaks en el este-sureste.